# Паго (вулкан)
Вулкан Паго розташований на схід від Кімбе, провінція Західна Нова Британія, Папуа-Нова Гвінея. Паго — молодий посткальдерний конус у кальдери Віторі. Кальдера Буру перерізає південно-західний схил вулкана Віторі. Найбільші виверження відбувалися в 4000±200 до н.е., VEI 6, 10 км³; 1370±100 до н.е., VEI6, 30 км 3; та 710±75 н.е., VEI 6, 20 км 3 з тефри. 
За 500 років до 2002 року Паго вивергався 8 разів, включаючи велике виверження в 1933 році. У 2002 році загроза потужного виверження вулкана Паго стала причиною евакуації 15000 осіб.  У період з травня по липень 2012 року було опубліковано п’ять попереджень щодо вулканічного вибухонебезпечного шлейфа попелу, пов’язаного з Паго  .